# Kids Diana Show
Kids Diana Show és un canal de YouTube ucraïnès presentat per una noia jove, Diana, que juga amb la seva família i amics.
El març de 2020, el canal tenia 50 milions de subscriptors i milions de vistes, convertint-lo en el 6è canal de Youtube amb més subscriptors dels Estats Units, posicionat en el 5è lloc en la llista de youtubers més influents del món i el 14è amb més subscriptors.
Els primers vídeos de Diana se centren en cançons infantils, aprenent anglès, revisant joguines, i vlogging. Els vídeos més recents majoritàriament es caracteritzen per ser clips de Diana i el seu germà, Roma, menjant llaminadures i jugant.
El 22 de febrer de 2020 es publica al canal de youtube de Kids Diana Show la cançó infantil Candy Town. El germà de Diana, Roma, també té un canal de YouTube, anomenat Kids Roma Show.
El 2019, Business Insider va calcular que els ingressos anuals del canal són de 2.8 milions a 44.7 milions de dòlars.